# Barranc de la Costa Gran
El Barranc de la Costa Gran està situat en el terme municipal d'Isona i Conca Dellà, dins del territori de l'antic terme d'Orcau.
Aquest barranc es forma a la Costa Gran, la carena que des de Sant Corneli segueix cap a llevant, a 1.043 m. alt., des d'on davalla cap al sud, decantant-se lleugerament cap a ponent. Passa a ran de la Mare de Déu de l'Arnec, que queda a llevant del barranc, i passa pel nord i per ponent del poble de Basturs, i s'adreça cap al Molí d'Orcau, prop del qual s'aboca en el riu d'Abella.